# SAR Records
SAR Records var ett amerikanskt skivbolag grundat 1959 av Sam Cooke, J.W. Alexander och S. Roy Crain. Namnet SAR står för grundarna Sam, Alex och Roy.
SAR var det första skivbolaget i USA som var helägt av svarta. För Sam Cooke anses syftet med bolaget ha varit att ge unga svarta musiker en chans att spela in musik utan att vara beroende av de stora bolagens krav. Bland de artister som spelade in på SAR Records var Sam Cookes tidigare gospelgrupp The Soul Stirrers, bröderna Cecil Womack och Bobby Womacks grupper The Womack Brothers och The Valentinos, Johnnie Taylor, Johnnie Morissette och Sam Cookes bror L.C. Cooke.
Bolaget upphörde att existera efter Sam Cookes död i december 1964.